# Totò, Peppino e...la dolce vita
Totò e a Doce Vida (Totò, Peppino e...la dolce vita) é um filme italiano de 1961, dirigido por Sergio Corbucci.
Estreou em Portugal a 27 de Fevereiro de 1962.

## Sinopse
Antonio Barbacane é enviado pelo rico avô a Roma, para tentar subornar políticos de forma a mudarem o traçado de uma auto-estrada, fazendo valorizar terrenos de sua propriedade. Em vez disso, Antonio entrega-se aos prazeres da vida na capital. Para controlar o que ele anda a fazer, o avô envia ao seu primo Peppino, secretário municipal e muito moralista. António rechaça as críticas que o avô lhe mandou por Peppino e dá-lhe a volta. Até que o avô resolve ir pessoalmente a Roma ver o que se passa.

## Elenco
- Totò: Antonio Barbacane e il nonno Barbacane
- Peppino De Filippo: Peppino Barbacane
- Mara Berni: Elena, moglie di Guglielmo e amante di Oscar
- Francesco Mulè: Guglielmo, detto Guco
- Rosalba Neri: Magda, l'amante di Guglielmo
- Antonio Pierfederici: il conte Oscar
- Gloria Paul: Patrizia, la straniera bruna
- Peppino De Martino: il ministro
- Taina Berjll: Alice, la straniera bionda
- Daniele Varcas: il marchese Daniele
- Giancarlo Zarfati: il piccolo Renato, aiutante di Antonio
- Dina Perbellini: Luisa Giovanna, amica della baronessa
- Irene Aloisi: la baronessa Renata Francesca
- Jacqueline Pierreux: Jacqueline, la festeggiata al party
- Franco Rossellini: Franco, un invitato
- Jo Staiano: un omosessuale, invitato al party

## Ligações Externas
- Antonio de Curtis:Totò,Peppino e...la dolce vita